# William Heikkila
William Heikkila, född 17 augusti 1944, är en friidrottare från Kanada. Han deltog vid olympiska sommarspelen 1968.